# The Brian Setzer Orchestra
La The Brian Setzer Orchestra è una big band statunitense fondata nel 1990 da Brian Setzer, leader degli Stray Cats.

## Storia
Nel 1990 Setzer organizza il gruppo musicale come un'orchestra, comprendente anche la sezione di fiati con tromba, trombone e sassofono, oltre alla sezione ritmica, al pianoforte e alla voce e chitarra dello stesso Setzer. Tra il 1994 ed il 1996 il gruppo incide e pubblica due album. Nel 2009, con Songs from Lonely Avenue, esce il primo disco contenente solo canzoni originali, scritte da Setzer e arrangiate da Frank Comstock.

## Discografia

### Album in studio
- 1994 – The Brian Setzer Orchestra
- 1996 – Guitar Slinger
- 1998 – The Dirty Boogie
- 2000 – Vavoom!
- 2002 – Boogie Woogie Christmas
- 2005 – Dig That Crazy Christmas
- 2007 – Wolfgang's Big Night Out
- 2008 – The Best of Collection - Christmas Rocks!
- 2009 – Songs from Lonely Avenue
- 2015 – Rockin' Rudolph

### Raccolte
- 2002 – Best of The Big Band
- 2004 – The Ultimate Collection

### Live
- 2001 – Jumpin' East of Java
- 2010 – Don't Mess with a Big Band